# Zarza de Tajo (kommunhuvudort)
Zarza de Tajo är en kommunhuvudort i Spanien.   Den ligger i provinsen Provincia de Cuenca och regionen Kastilien-La Mancha, i den centrala delen av landet, 70 km sydost om huvudstaden Madrid. Zarza de Tajo ligger 720 meter över havet och antalet invånare är 267.
Terrängen runt Zarza de Tajo är huvudsakligen platt, men åt nordväst är den kuperad. Runt Zarza de Tajo är det ganska glesbefolkat, med 26 invånare per kvadratkilometer. Närmaste större samhälle är Tarancón, 10,4 km öster om Zarza de Tajo. Trakten runt Zarza de Tajo består till största delen av jordbruksmark.